# Легенда про п'ять баранів

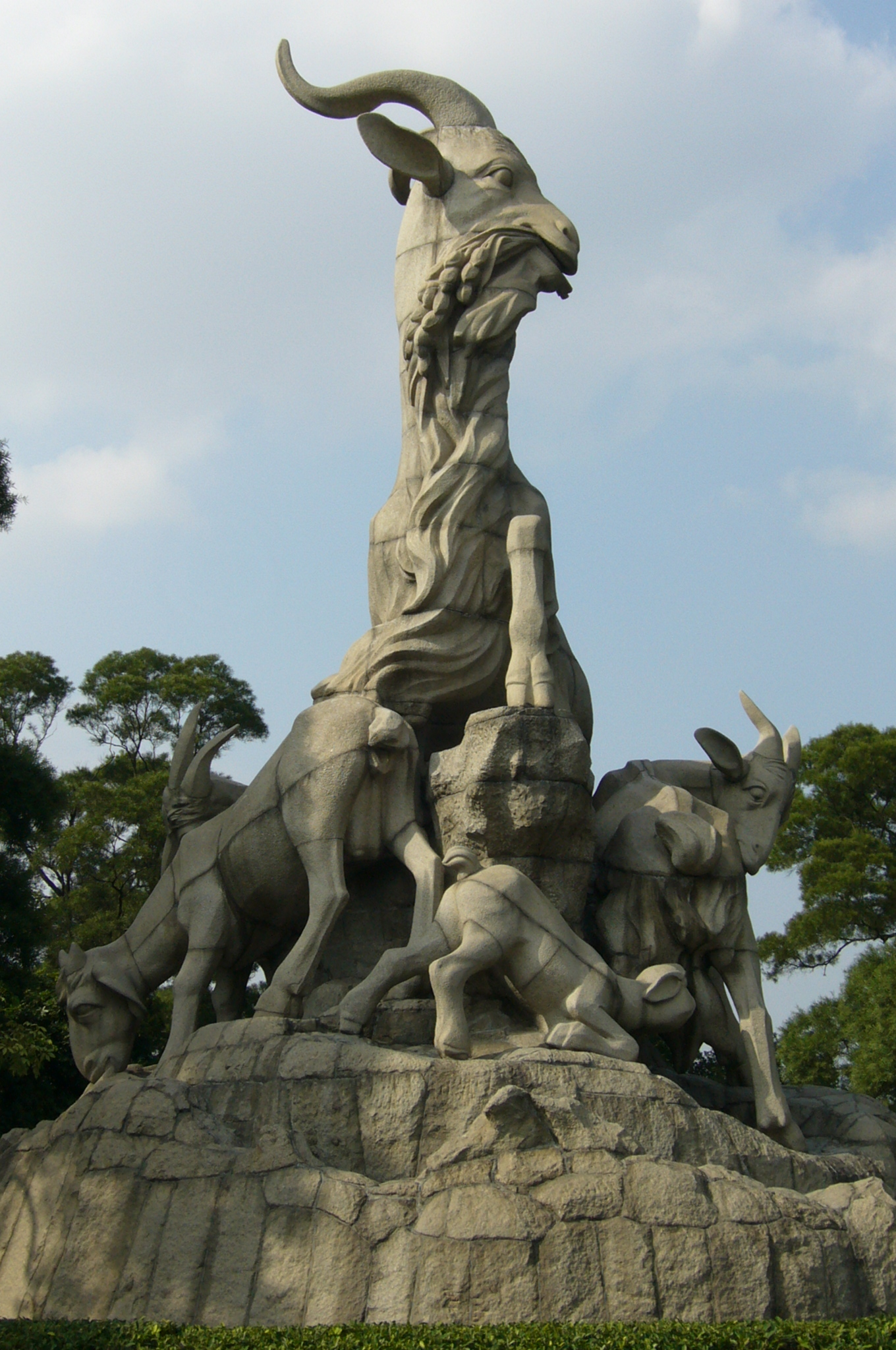
Статуя, що зображає п'ять легендарних баранів, в парку Юесю.

Легенда про п'ять баранів (кит. 五羊传说, пін. Wǔ yáng chuánshuō) — легенда з найдавнішої історії китайського міста Гуанчжоу, що дала цьому місту його сучасну назву. 

## Перші згадки
«Містом п'яти баранів» Гуанчжоу стали називати в творах періоду династії Тан, при цьому витоки цих переказів можуть бути простежені до періоду династії Цзінь. Згодом у дещо зміненому вигляді ця легенда згадувалася і в творах епохи династії Мін. 

## Витоки легенди
Як припускають сучасні вчені (зокрема, історик Цен Чжунмянь у своїй праці 1948 року), легенда є відображенням давньої колонізації Ліннаня предками китайців з Центральної рівнини.

## Зміст легенди
В легенді розповідається, що в давні часи через посуху, що лютувала кілька років поспіль, і неврожаї зерна люди, які жили на території нинішнього Гуанчжоу, голодували. Але одного разу пролунав мелодійний звук, і люди побачили п'ять хмар, що пливуть з боку Південнокитайського моря. На них знаходилися п'ять небесних богів. У кожного з них було вбрання особливого кольору, і кожен сидів на барані такого ж кольору, що і шість квіток рису, які він тримав в роті. Ці хмари, згідно з легендою, спустилися на вулиці Чутіна (стародавнього міста, на місці якого нині розташований Гуанчжоу). Божества дали людям рис, залишили їм п'ятьох баранів, а самі повернулися на небеса. Люди посіяли насіння рису на землі Гуанчжоу, і з тих часів тут, як сказано в легенді, завжди був сприятливий клімат і дуже рясні врожаї.
На честь п'яти баранів люди спорудили кам'яний пам'ятник на схилі пагорба (а згодом і храм, де поклонялися їм). Завдяки п'яти овнам Гуанчжоу отримало свою назву.

## Сучасність

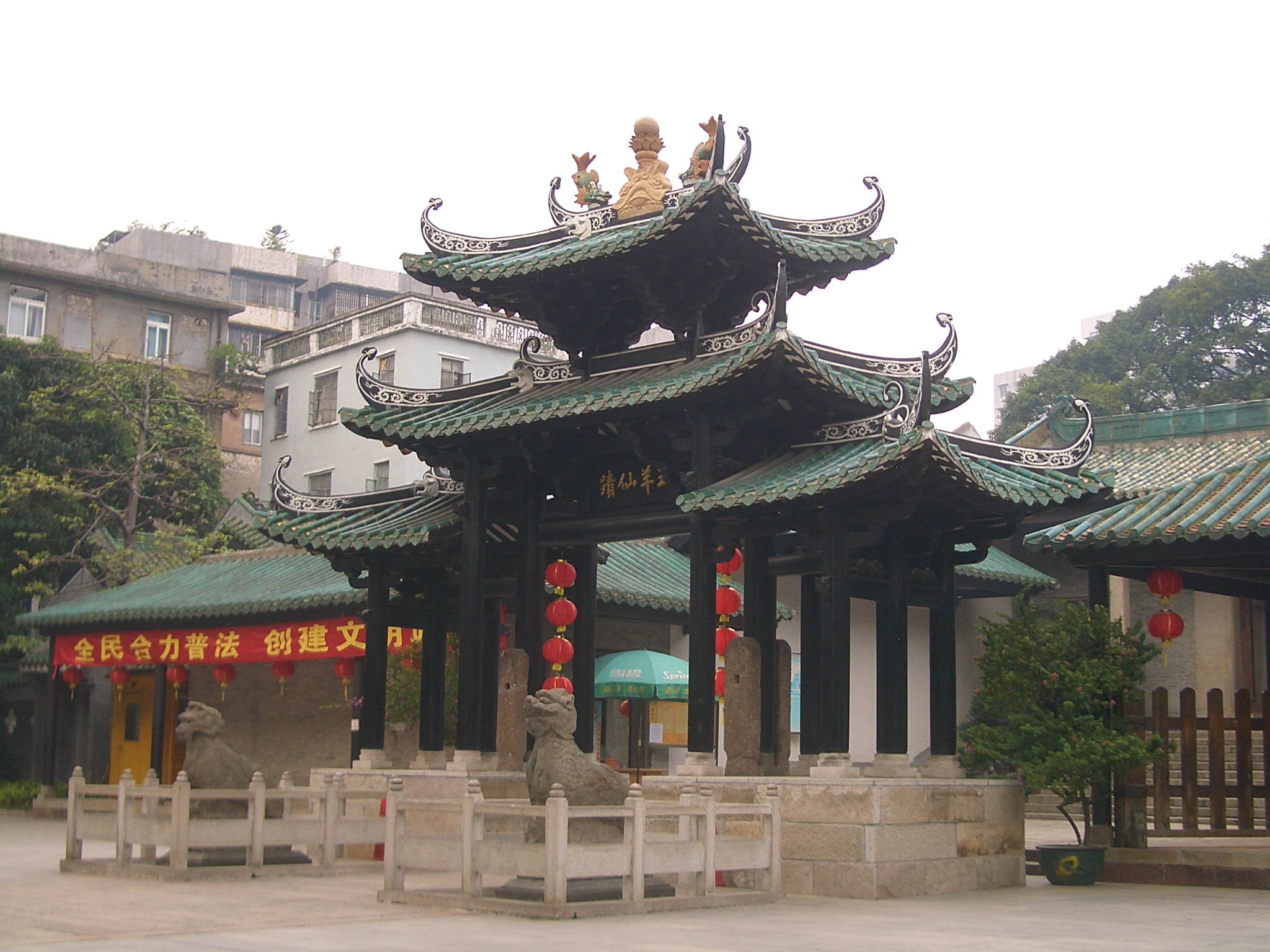
Даосистський храм П'яти богів

Нині «місто п'яти баранів» (кит. 五羊, пін. Wǔ yáng) є неофіційною назвою Гуанчжоу. 
Словосполучення «п'ять баранів» використовується також у великій кількості назв місцевих географічних об'єктів і торговельних марок.

## Пам'ятник п'яти баранам
Пам'ятник п'яти баранам в парку Юесю був побудований в 1959 році і нині є однією з головних і найбільш відомих туристичних пам'яток міста. Тема п'яти баранів знайшла широке відображення в китайському мистецтві і масовій культурі.

## Цікаві факти
У 2007 році легенда про п'ять баранів стала першим «об'єктом» Гуанчжоу, включеним до загальнокитайського списку нематеріальної культурної спадщини.